# Angelique van der Meet
Angelique van der Meet (* 20. Februar 1991 in 's Heer Abtskerke) ist eine ehemalige niederländische Tennisspielerin.

## Karriere
Van der Meet, die im Alter von sieben Jahren mit dem Tennissport begann, bevorzugte Sandplätze. Sie spielte vor allem auf dem ITF Women’s Circuit, auf dem sie vier Einzel- und drei Doppeltitel gewinnen konnte.
2013 spielte sie ihre einzige Partie für die niederländische Fed-Cup-Mannschaft, sie gewann ihr Doppel.
In der deutschen Tennis-Bundesliga spielte van der Meet seit 2010 für den ETuF Essen, für den sie 2010, 2011 und 2014 in der 2. Bundesliga, sowie 2012, 2013 und 2015 in der 1. Bundesliga antrat.
Van der Meet bestritt ihr letztes Turnier im Juli 2015, als sie nach einem Jahr Pause noch einmal im Doppel antrat. Seit 2016 wird sie in den Weltranglisten nicht mehr geführt.

## Turniersiege

### Einzel
| Nr. | Datum             | Turnier    | Kategorie   | Belag | Finalgegnerin   | Ergebnis |
| --- | ----------------- | ---------- | ----------- | ----- | --------------- | -------- |
| 1   | 11. Juni 2010     | Apeldoorn  | ITF $10.000 | Sand  | Kiki Bertens    | 7:5, 6:3 |
| 2   | 24. Juli 2010     | Knokke     | ITF $10.000 | Sand  | Sofie Oyen      | 6:2, 6:0 |
| 3   | 5. September 2010 | Middelburg | ITF $10.000 | Sand  | Lesley Kerkhove | 6:1, 6:3 |
| 4   | 1. Juli 2012      | Breda      | ITF $10.000 | Sand  | Agnese Zucchini | 6:2, 6:4 |

### Doppel
| Nr. | Datum         | Turnier    | Kategorie   | Belag | Partnerin            | Finalgegnerinnen                                  | Ergebnis          |
| --- | ------------- | ---------- | ----------- | ----- | -------------------- | ------------------------------------------------- | ----------------- |
| 1   | 23. Juli 2010 | Knokke     | ITF $10.000 | Sand  | Bernice van de Velde | Elyne Boeykens Nicky Van Dyck                     | 6:1, 6:3          |
| 2   | 6. April 2013 | Jackson    | ITF $25.000 | Sand  | Ilona Kremen         | María Fernanda Álvarez Terán Verónica Cepede Royg | 6:3, 6:4          |
| 3   | 5. Juli 2014  | Middelburg | ITF $25.000 | Sand  | Bernice van de Velde | Weronika Kudermetowa Jewgenija Rodina             | 7:64, 3:6, [10:5] |